# Naucalpan de Juárez kommun
Naucalpan de Juárez är en kommun i Mexiko grundad 1826. Den ligger i delstaten Mexiko, i den centrala delen av landet och precis nordväst om huvudstaden Mexico City. Huvudorten i kommunen är Naucalpan de Juárez. Kommunen ingår i Mexico Citys storstadsområde och hade sammanlagt 833 779 invånare vid folkmätningen 2010. 2020 hade mängden invånare ökat till 834 434, varav 776 220 bodde i huvudorten.
Innan 1976 hette kommunen bara "Naucalpan". Kommunens area är 156,63 kvadratkilometer.